# جاون فورمن
جاون فورمن (انگلیسی: Jon Foreman؛ زادهٔ ۲۲ اکتبر ۱۹۷۶) یک موسیقی‌دان اهل ایالات متحده آمریکا است. وی از سال ۱۹۹۶ میلادی تاکنون مشغول فعالیت بوده‌است.